# 罗兰·托普
罗兰·托普（Roland Topor，1938年1月7日—1997年4月16日），法国插图画家、钢琴家、电影制作者，他的作品以超现实主义风格知名。他是波兰犹太人，在萨伏依渡过了童年，他的家人帮他躲过了纳粹的搜捕。
托普与赫内·拉鲁一起合作了电影《Les Temps morts》（1964）、《Les Escargots》（1965）以及著名的《奇幻星球》（1973）。